# Maria Victòria Girona i Brumós
Maria Victòria Girona i Brumós (Barcelona, 25 de desembre de 1954), més coneguda com a Victòria Girona, és directora general d'Universitats de la Generalitat de Catalunya des de gener de 2019, essent la primera dona a ocupar el càrrec de la Secretaria d'Universitats i Recerca.
Membre del grup de recerca consolidat “Pèptids i proteïnes: estudis fisicoquímics” de la Generalitat de Catalunya des de 1995, impulsora del Grup de Dinamització Pedagògica i de la Unitat de Laboratoris Docents de la UB, ha participat en diversos projectes de millora i innovació docent i en quatre de millora de la qualitat docent.
Col·laboradora de l'Agència Nacional d'Avaluació de la Qualitat i Acreditació (ANECA) i de l'Agència per a la Qualitat del Sistema Universitari de Catalunya (AQU), ha estat destacada amb menció especial la seva participació en diverses edicions del Pla Nacional d'Avaluació de la Qualitat de les Universitats Espanyoles (1996-2003) i ha rebut dues distincions Jaume Vicens Vives a la qualitat docent universitària (2006 i 2008).
El 8 de març de 2022 es va inaugurar la sala de reunions Victòria Girona que es troba a la planta baixa de l'Edifici B. 4